# Amtsgericht Elmshorn

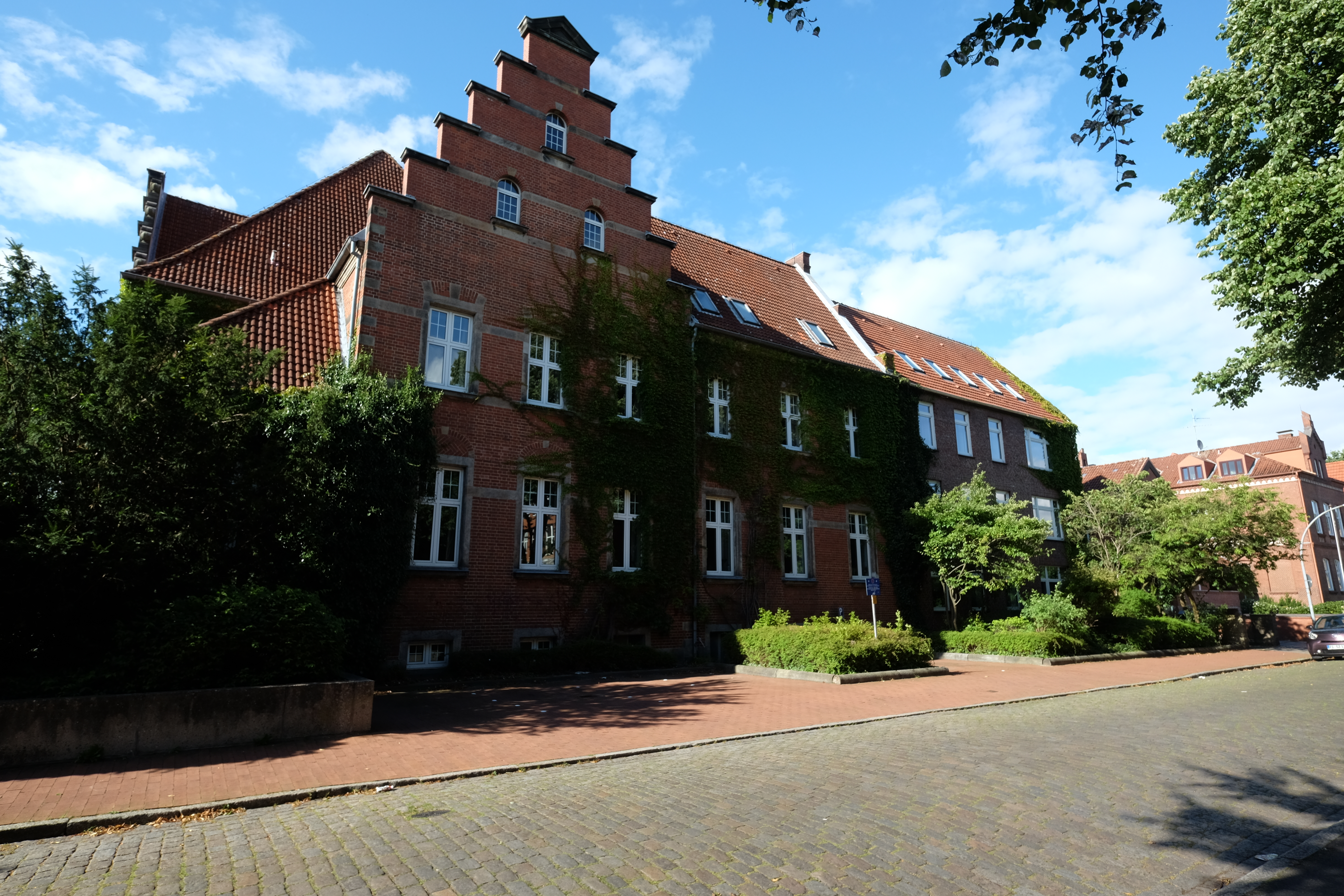
Gebäude des Amtsgerichts Elmshorn, Seitenansicht

Das Amtsgericht Elmshorn ist ein deutsches Gericht der ordentlichen Gerichtsbarkeit. Es ist eines von vier Amtsgerichten im Bezirk des Landgerichts Itzehoe und eines von 22 Amtsgerichten in Schleswig-Holstein.

## Gerichtssitz und -bezirk

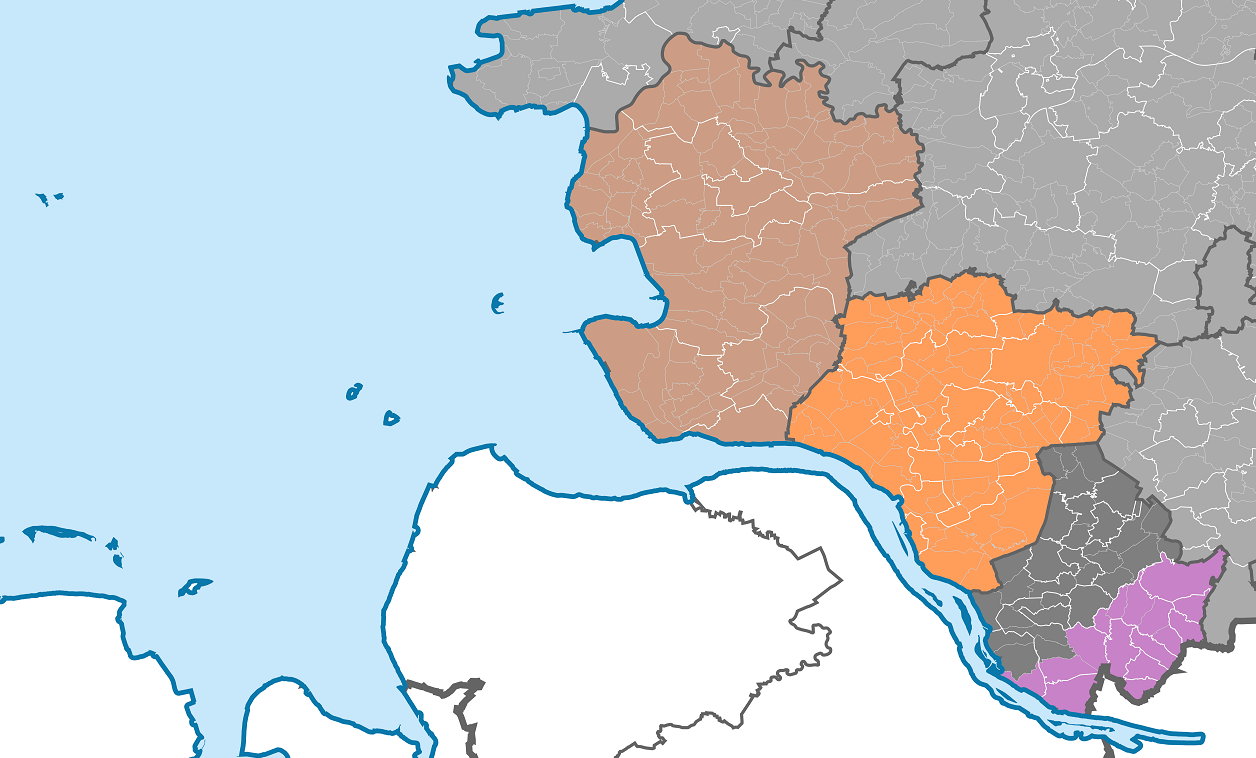
Gerichtsbezirke der dem LG Itzehoe nachgeordneten Amtsgerichte
AG Meldorf
AG Itzehoe
AG Elmshorn
AG Pinneberg

Das Gericht hat seinen Sitz in der Stadt Elmshorn.
Der Gerichtsbezirk umfasst das Gebiet der folgenden Städte und Gemeinden.
| - Barmstedt, - Bevern, - Bilsen, - Bokel, - Bokholt-Hanredder, - Brande-Hörnerkirchen, - Bullenkuhlen, - Ellerhoop, | - Elmshorn, - Groß Nordende, - Groß Offenseth-Aspern, - Haselau, - Haseldorf, - Heede, - Heidgraben, - Heist, | - Hemdingen, - Klein Nordende, - Klein Offenseth-Sparrieshoop, - Kölln-Reisiek, - Langeln, - Lutzhorn, - Moorrege, - Neuendeich, | - Osterhorn, - Raa-Besenbek, - Seester, - Seestermühe, - Seeth-Ekholt, - Tornesch, - Uetersen und - Westerhorn. |

## Gerichtsgebäude
Sitz des Amtsgerichts ist das 1909–1910 für diese Funktion errichtete Gebäude Bismarckstraße 8 in der Elmshorner Altstadt, das unter Denkmalschutz steht.

## Übergeordnete Gerichte
Das Amtsgericht Elmshorn ist Eingangsgericht (erster Rechtszug). Ihm übergeordnet ist das Landgericht Itzehoe sowie im weiteren Instanzenzug das Schleswig-Holsteinische Oberlandesgericht und der Bundesgerichtshof.